# Человек с ордером на квартиру
«Человек с ордером на квартиру» (пол. Człowiek z M-3 — «Человек с М-3») — польский фильм, комедия 1969 года. Демонстрировался в СССР с полным дубляжом на русский язык.

## Сюжет
Молодой хирург-ортопед Томаш Пехоцкий живёт со своей чрезмерно заботливой матерью. От её надзора и руководства доктор-холостяк свободен только на работе да на тренировках по теннису. Впрочем, теннис он терпеть не может, и на тренировки ходит только по маминому настоянию и только для виду. Неожиданно Томаш получает шанс обрести самостоятельность — ему предоставляют собственную двухкомнатную квартиру (М-3 по терминологии, принятой в ПНР). Это, однако, жильё для семьи, а свободных квартир для холостяков нет и в ближайшие годы не предвидится. Чтобы получить квартиру, доктор должен жениться в течение 30 дней. В отчаянии он тестирует разных кандидаток в жены, и раз за разом терпит разочарование. Одна невеста — избалованная белоручка и ветреница, другая чудовищно ревнива, третья командует будущим мужем так, как не снилось и маме. В последний день Томаш неожиданно встречает свой идеал: его молодая пациентка Бася, которую он до сих пор видел только в гипсе и с повязкой на голове, подходит по всем статьям, и к тому же давно уже влюблена в своего доктора. Томаш немедленно женится, и тут выясняется, что произошла бюрократическая ошибка. Квартира предназначалась совсем другому Т. Пехоцкому. Новобрачные вынуждены поселиться с мамой Томаша, да к тому же молодая жена оказывается заядлой теннисисткой.

## В ролях
- Богумил Кобеля — Томаш Пехоцкий
- Ига Майр — пани Пехоцкая, мать Томаша
- Кшиштоф Литвин — доктор Милевский
- Богдан Лысаковский — доктор Метек
- Войцех Раевский — сотрудник жилищной комиссии
- Барбара Модельская — Кася
- Витольд Калуский — бывший муж Каси
- Эва Шикульская — Марта
- Барбара Бурская — девушка у бара, облитая Мартой
- Алиса Вышиньская — доктор Йоанна
- Эльжбета Борковская — теннисистка
- Ванда Жеймо-Начай — Бася Лясонь
- Майя Водецкая — Агнешка
- Анджей Шалявский — профессор, отец Агнешки
- Рышард Петруский — страховой агент
- Цезары Юльский — сосед Томаша
- Ирина Лясковская — соседка Томаша
- Зофья Червиньская — соседка Томаша
- Богдан Невиновский — таксист
- Северин Бутрым — профессор Коленов
- Тадеуш Кондрат — портной Эдвард Зоя
- Барбара Баргеловская — пани Зоя
- Чеслав Воллейко — голос рассказчика
- Мечислав Стоор и др.